# Chula Sakarat
Chula Sakarat is een vorm van jaartelling die gebruikt werd in een aantal gebieden in Zuidoost-Azië. De Chula Sakarat-telling begon in het jaar 639 van de westerse jaartelling. In dat jaar riep de boeddhistische patriarch Buppasoranhan het jaar 1 uit in Birma nadat hij de troon op de koning veroverd had. 
Om op een jaar in de Chula Sakarat te komen trekt men dus 638 jaar af van het huidige jaar in de westerse jaartelling. Dus het jaar 2004 is het Chula Sakarat-jaar 1366. 
De Chula Sakarat werd gebruikt op munten in Thailand tijdens de heerschappij van koning Rama V en op munten in Myanmar (Birma).
De Chula Sakarat werd daarnaast nog gebruikt in onder meer:
- Lan Xang
- Koninkrijk Ayutthaya